# 李天羽
李 天羽（り てんう、1946年5月23日 - 2024年12月12日）は、中華民国（台湾）の軍人、政治家。中華民国空軍一級上将、中華民国参謀総長、中華民国・行政院国防部長。

## 生涯
国共内戦の際に父に従い台湾に移住した。空軍軍官学校を卒業後、空軍隊長、空軍総司令部督察室主任、空軍総司令部政治作戦部主任などを経て、2002年に空軍総司令部総司令に就任する。
2004年5月20日、新世代戦闘機導入による装備転換が非常に効果的であったことから空軍一級上将に昇進するとともに、国防部参謀総長に就任した。2007年2月1日に参謀総長を退任すると、総統府戦略顧問となった。参謀総長の任期中、国軍の規模縮小を行う精進案の改革を完遂し、国防部参謀本部の軍務弁公室を廃止するなど重大な軍事事務改革を行った。2007年5月21日、国防部長に就任した。2008年2月23日、官民出資の武器調達会社「台湾鐽震」の設立をめぐる混乱の責任を取って辞任した。
2024年12月12日の朝、肺炎の合併症により三軍総病院で死去。79歳没。